# گمینا کولنو (استان وارمی-ماسوری)
گمینا کولنو (استان وارمی-ماسوری) (به لهستانی:  Gmina Kolno) یک گمینا در لهستان است که در شهرستان اولشتین واقع شده‌است. گمینا کولنو ۱۷۸٫۳۴ کیلومتر مربع مساحت و ۳٬۴۴۲ نفر جمعیت دارد.